# Ivar Wijk
Ivar Wijk (i riksdagen kallad Wijk i Domö), född den 9 oktober 1841 i Göteborg, död den 28 mars 1911 i Stockholm, var en svensk godsägare och riksdagspolitiker. Han var bror till Olof Wijk och Erik Wijk
Wijk var elev vid Chalmers i Göteborg och elev vid Ultuna lantbruksinstitut 1860–1862. Han var ägare till godset Domö i Järpås, Skaraborgs län. Som riksdagsman var han ledamot av första kammaren från 1891 för Skaraborgs län. Wijk var gift med Mary Dickson. Makarna Wijk är begravda på Järpås gamla kyrkogård.